# Under Defeat
Under Defeat ist ein Shoot-’em-up-Videospiel für Sega Dreamcast, NAOMI, PlayStation 3 und die Xbox 360, das vom japanischen Unternehmen G.rev entwickelt wurde. Es ist eines der letzten offiziellen Dreamcast-Spiele und wurde vom Hersteller als „das letzte Dreamcast-Spiel“ vermarktet. Allerdings erschienen im Frühjahr 2007 drei weitere Dreamcast-Spiele, und zwar das in Deutschland entwickelte Last Hope, Trigger Heart Exelica von Warashi und Karous von Milestone. Letztere beiden wurden ebenfalls mit offizieller SEGA-Lizenz veröffentlicht.
Am 27. Juni 2011 wurde bekannt gegeben, dass ein Remake des Spiels namens Under Defeat HD für die Xbox 360 und die PlayStation 3 erscheinen soll. Rising Star Games, der Publisher dieser beiden Portierungen, brachte es am 23. Februar 2012 in Japan, am 28. November in Nordamerika, und am 23. Januar 2013 in Europa heraus. Eine nordamerikanische Xbox-360-Version erschien bis heute nicht.
Die Handlung von Under Defeat spielt in einer alternativen Welt und spielt auf die Zeit des Zweiten Weltkriegs an. Der Spieler übernimmt dabei die Kontrolle eines Kampfpiloten des „Imperiums“, einer Deutsch sprechenden Fraktion. Piloten der feindlichen Fraktion, der „Union“, sprechen hingegen Englisch und deren Truppen ähneln denen der Alliierten.
Obwohl Under Defeat sehr spät veröffentlicht wurde, fünf Jahre nach dem Ende der Dreamcast-Produktion, verkaufte sich die Dreamcast-Version sehr gut und übertraf sogar die Verkaufszahlen einiger zur gleichen Zeit veröffentlichter PSP-Spiele. Trotz dieses Erfolgs ist Under Defeat das bisher letzte Dreamcast-Spiel von G.rev.
Das Gameplay ähnelt dem traditioneller Spiele des Genres und erinnert stark an einige Spiele von Toaplan, insbesondere Twin Cobra. Under Defeat benutzt 3D-Grafiken und hat eine leicht gewinkelte Ansicht, um dem Spieler den Spielverlauf intensiver zu vermitteln.

## Verkaufsversionen
Es gibt insgesamt drei verschiedene Versionen von Under Defeat für Dreamcast:
In der Standard-Version ist lediglich das eigentliche Spiel enthalten, während die Limited Edition neben einer alternativen Verpackung auch eine Soundtrack-CD enthält.
Daneben existiert noch die Sega Direct Version, die nur über den japanischen Online-Shop von SEGA, Sega Direct, verkauft wurde. Sie enthält neben dem eigentlichen Spiel und einer Soundtrack-CD auch ein Wandposter und Sticker.